# گیل هیل
گیل هیل (انگلیسی: Gil Hill؛ زادهٔ ۵ نوامبر ۱۹۳۱) یک هنرپیشه اهل ایالات متحده آمریکا است.

## فیلم‌شناسی
- پلیس بورلی هیلز (۱۹۸۴)
- پلیس بورلی هیلز ۲ (۱۹۸۷)
- پلیس بورلی هیلز ۳ (۱۹۹۴)